# Carillon
Il carillon, o scatola musicale/armonica o cassetta armonica, è uno strumento musicale automatico del XIX secolo che produce musica ponendo in vibrazione lamelle d'acciaio disposte a pettine, le cui punte sono adiacenti a un cilindro dotato di chiodi disposti in modo tale da preimpostare le linee melodiche. Lo strumento appartiene pertanto alla famiglia dei lamellofoni ovvero idiofoni a pizzico. Lo strumento è nato in Svizzera nel 1796.
Alcuni carillon possiedono inoltre piccoli piatti o campanelli. I carillon sono in genere di dimensioni molto ridotte, ma alcuni esemplari raggiungono le misure di un grosso mobile. In un diverso tipo di carillon, ideato in Germania nel 1894, la sequenza di note da riprodurre è codificata dai fori di un disco rotante anziché da punte su un cilindro. Esistono anche carillon a nastro perforato: questo sistema elimina le limitazioni sulla lunghezza del brano da riprodurre.

## Etimologia
Il termine carillon non designa in francese questo strumento, ma un altro idiofono che in italiano si chiama pur sempre carillon. Esso consiste in una batteria di campane, che in origine erano sempre quattro; da tale circostanza deriva il nome, tratto dal volgare *quadrinione[m] fattosi poi *quarellon > carillon. A sua volta, la forma volgare è corruzione del latino della Vulgata quaternione[m] indicante dapprima un gruppo di quattro soldati e in seguito un insieme di quattro fogli. Carillon ha pertanto la stessa origine di cahier e del corrispondente italiano quaderno. Il francese non ha trasferito al termine il significato di «scatola musicale» e chiama l'idiofono a pizzico boîte à musique.

## Storia
I carillon di campane delle chiese e delle torri civiche, attivati meccanicamente, sono noti almeno dal XIII secolo ma lo strumento diventò popolare solo verso il XV, quando fu in voga nei Paesi Bassi, in Belgio e nel nord di Francia e Germania. In questi carillon il suono poteva essere prodotto da un esecutore alla tastiera, ma essi erano anche dotati di un meccanismo automatico a cilindro collegato ai martelli che percuotevano le campane.

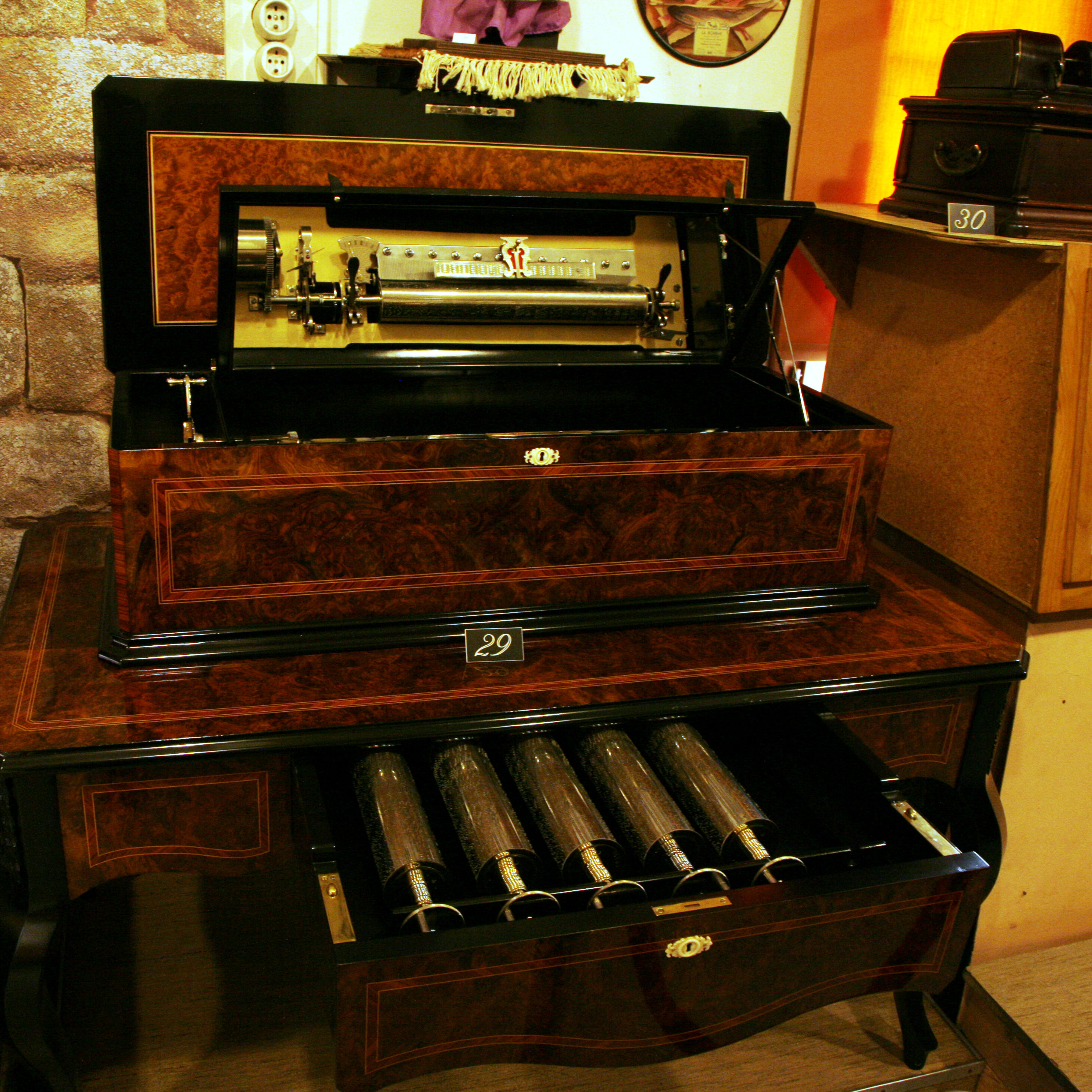
I carillon possono essere applicati all'arredamento: un grande carillon da tavolo con cilindri intercambiabili

Sullo scorcio del XVIII secolo, nell'età d'oro degli automi musicali, il meccanismo del carillon di campane era applicato a oggetti d'uso quotidiano come orologi e tabacchiere. Fu allora che, semplificando tale meccanismo, l'orologiaio ginevrino Antoine Favre ideò il suo carillon sans timbre ni marteau («carillon senza campanello né martelletto»), brevettandolo con tale descrizione il 15 febbraio 1796.
Il successivo perfezionamento del meccanismo e del suono indusse i fabbricanti ad aumentare il numero delle lamelle e le dimensioni dell'automa, inglobato in scatole decorate a fungere da cassa di risonanza e a impreziosire l'oggetto. Ciò condusse all'emancipazione dell'industria del carillon da quella orologiera. Quella delle scatole musicali conobbe un'enorme espansione fino al 1860, in perfetta coincidenza con la crisi dell'orologeria, che infatti si riconvertì nella prima giovandole grazie alla perfezione tecnica dei maestri orologiai.
Come centro vitale della produzione, Sainte-Croix superò gradualmente Ginevra e si impose nel mondo, conservando alla Svizzera fino alla Seconda guerra mondiale il primato nella fabbricazione di carillon, settore capace di resistere anche all'innovazione apportata dai nuovi riproduttori musicali (fonografo, grammofono). Puntando sul lusso e sulla ricercatezza, però, l'industria svizzera non ha retto alla concorrenza della produzione a catena avviata nel dopoguerra dal Giappone e in seguito dalla Cina.

## Funzionamento

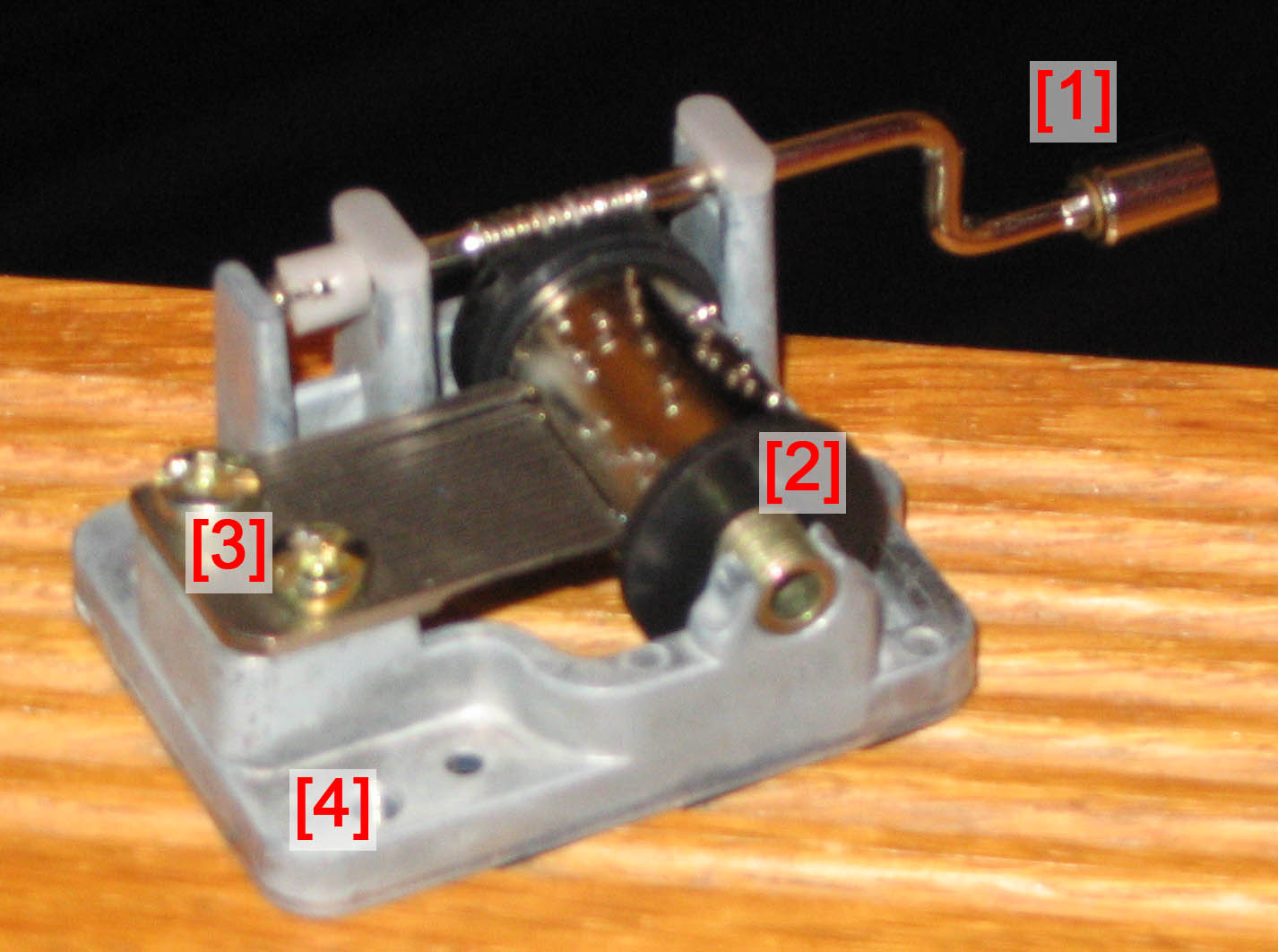
Meccanismo di un carillon
----
La manovella (1) attiva il cilindro (2) le cui puntine pongono in vibrazione le lamelle (3) che producono il suono; il tutto è fissato sulla piastra (4).

La rotazione del cilindro può essere prodotta da una manovella da ruotare a velocità costante, oppure da una molla a spirale caricata tramite una chiave. Per mantenere costante la velocità di rotazione nei carillon a molla può essere impiegato un regolatore a bilanciere orizzontale o un freno ad aria. Ciò consente di mantenere la velocità sostanzialmente costante fino all'esaurimento della carica.
Il «pettine» del carillon può possedere da poche unità a decine di lamelle d'acciaio, ognuna delle quali produce una nota diversa a seconda della lunghezza e dello spessore. L'insieme delle note può formare una scala diatonica o cromatica. La «memoria» del carillon è invece rappresentata dal cilindro sul quale è incisa la sequenza di note da riprodurre. La durata del brano è limitata dalla circonferenza del cilindro. I carillon più grandi possono essere dotati di cilindri intercambiabili.